# Lynn Collins
Pour les articles homonymes, voir Collins et Strait.
Ne doit pas être confondu avec Lyn Collins.
Viola Lynn Collins est une actrice américaine, née le 26 mai 1977 à Houston au Texas (États-Unis).

## Biographie
Lynn Collins est née le 26 mai 1977 à Houston, Texas (États-Unis). Ses parents sont Phillip Dean Collins et Patricia Lynn Campbell.
Elle a fait ses études à la Julliard School à New York, ce qui lui a permis d'obtenir des rôles prestigieux dans des pièces comme Le Marchand de Venise, Hamlet et Roméo et Juliette - cette dernière sous la direction de Sir Peter Hall à l'Ahmanson Theatre de Los Angeles.

### Vie privée
En 2007, elle a épousé l'acteur Steven Strait dont elle s'est séparée en 2013.
En novembre 2014, elle a épousé le musicien Matthew Boyle. Ils divorcent en 2016. Ils ont un fils, Asher Hendrix Boyle, né en 2015.

## Carrière
Elle a fait ses débuts à la télévision dans un épisode de New York, unité spéciale en 1999 et a joué ensuite dans les séries Push, Nevada, Earth Angel et dans The Education of Max Bickford. En 2002, elle tient un rôle récurrent, celui de Jessica Manning, dans Haunted, puis tourne le téléfilm Splitville.
En 2003, elle est une des interprètes de Bye Bye Love de Peyton Reed, avec Renée Zellweger et Ewan McGregor. On la retrouve dans Amour et Amnésie de Peter Segal, 30 ans sinon rien de Gary Winick et Return to Rajapur de Nanda Anand.
En 2004, elle joue Portia dans Le Marchand de Venise de Michael Radford, d'après Shakespeare, avec Al Pacino. On la retrouve dans les films  Entre deux rives d'Alejandro Agresti, The dog problem de Scott Caan, et Le Nombre 23 de Joel Schumacher, aux côtés de Jim Carrey et Danny Huston.
En 2007, elle est à l'affiche du film de William Friedkin, Bug. Elle a joué ensuite dans Givré !, écrit et réalisé par Harris Goldberg, avec Matthew Perry, présenté au Festival du film de TriBeCa, dans Life in flight, écrit et réalisé par Tracey Hecht, avec Patrick Wilson, puis dans le film indépendant Uncertainty de Scott McGehee et David Siegel, avec Joseph Gordon-Levitt, dont la première a eu lieu au Festival de Toronto 2008. La même année, elle a tenu un rôle clé dans la première saison de la série True Blood, nommée aux Golden Globe, du réalisateur oscarisé Alan Ball.
En 2009, elle rejoint Hugh Jackman, Danny Huston et Liev Schreiber dans le film X-Men Origins: Wolverine de Gavin Hood. Elle retrouve son partenaire Taylor Kitsch dans le blockbuster des studios Disney John Carter, où elle hérite du premier rôle féminin, celui de la princesse Dejah Thoris. Le film est l'un des plus gros échecs commerciaux de l'histoire d'Hollywood.

## Filmographie

### Cinéma

#### Longs métrages
- 2002 : Never Get Outta the Boat de Paul Quinn : Lili
- 2003 : Bye Bye Love (Down with Love) de Peyton Reed : Une beatnik
- 2004 : Amour et Amnésie (50 First Dates) de Peter Segal : Linda
- 2004 : 30 ans sinon rien (13 Going on 30) de Gary Winick : Wendy
- 2004 : Le Marchand de Venise (William Shakespeare's, The Merchant of Venice) de Michael Radford : Portia
- 2006 : Entre deux rives (The Lake House) d'Alejandro Agresti : Mona
- 2006 : Le meilleur ami de l'homme (The Dog Problem) de Scott Caan : Lola
- 2006 : Return to Rajapur de Nanda Anand : Sara Reardon
- 2007 : Le Nombre 23 (The Number 23) de Joel Schumacher : Mme Dobkins / La femme qui se suicide
- 2007 : Givré ! (Numb) d' Harris Goldberg : Sara
- 2007 : Tabou(s) (Towelhead) d'Alan Ball : Thena Panos
- 2007 : Bug de William Friedkin : R.C.
- 2008 : Uncertainty de Scott McGehee et David Siegel : Kate
- 2008 : Eavesdrop de Matthew Miele : Tallulah
- 2008 : Life in Flight de Tracey Hecht : Kate
- 2009 : X-Men Origins : Wolverine de Gavin Hood : Kayla Silverfox
- 2009 : City Island de Raymond De Felitta : La petite amie de Vince
- 2009 : Blood Creek (Town Creek) de Joel Schumacher : Barb
- 2010 : Angels Crest de Gaby Dellal : Cindy
- 2012 : 10 ans déjà ! (Ten Years) de Jamie Linden : Anna
- 2012 : John Carter d'Andrew Stanton : Dejah Thoris
- 2012 : Unconditional de Brent McCorkle : Samantha Crawford
- 2015 : Lost in the Sun de Trey Nelson : Mary
- 2016 : Desert Gun (The Hollow Point) de Gonzalo López-Gallego : Marla
- 2018 : Sous nos pieds (Beneath Us) de Max Pachman : Liz Rhodes
- 2018 : Dead Women Walking d'Hagar Ben-Asher : Celine
- 2019 : Le Bout du monde (Rim of the World) de McG : Commandant Collins
- 2022 : Cowboy Drifter de Michael Lange : Candance

### Télévision

#### Séries télévisées
- 1999 : New York, unité spéciale (Law and Order : Special Victims Unit) : Virginia Hayes
- 2002 : Haunted : Jessica Manning
- 2002 : Push, Nevada : La femme de BRB
- 2008 : True Blood : Dawn Green
- 2013 : Elementary : Tanya Barrett
- 2017 : Manhunt : Natalie Rogers
- 2019 : The Fix : Dr Carys Daly
- 2020 : Harry Bosch (Bosch) : Alicia Kent
- 2021 - 2022 : The Walking Dead : Leah Shaw

#### Téléfilms
- 2002 : Stage on Screen: The Women : Miriam Aarons
- 2015 : Une mère abusée (A Mother Betrayed) de Michael Feifer : Monica

## Nomination
- 2004 : Satellite Awards de la meilleure actrice dans un second rôle pour Le Marchand de Venise